# Eric Hobsbawm

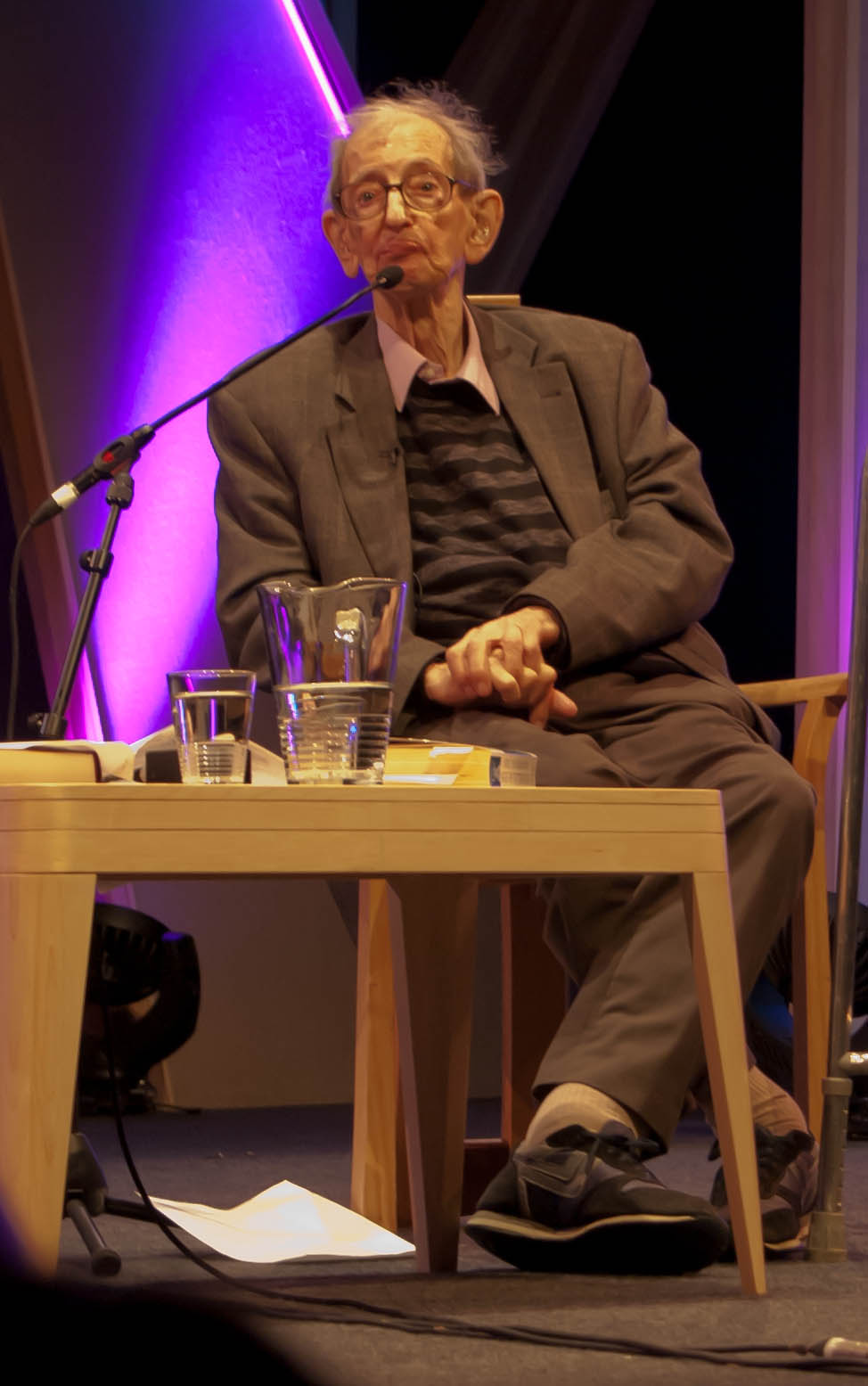
Eric Hobsbawm

Eric John Ernest Hobsbawm CH (geboren als Erich Obstbaum in Alexandrië, 9 juni 1917 – Londen, 1 oktober 2012) was een Brits intellectueel, marxistisch historicus en auteur van Joodse afkomst. Hobsbawm was lid van de vroegere Communistische Partij van Groot-Brittannië (CPGB) en de daaraan verbonden Communist Party Historians Group. Hij was tot zijn dood president van Birkbeck, een onderdeel van de Universiteit van Londen. Zijn interesse lag bij de ontwikkeling van tradities en hoe de natiestaten die gebruiken bij hun constructie. Hij beweerde dat nationale elites tradities uitvonden om het bestaan en het belang van de natiestaat te rechtvaardigen. In 1998 kreeg hij de titel Companion of Honour en in 2003 de Balzan Prijs. Hij was een polyglot en sprak Hebreeuws, Engels, Duits, Frans, Spaans en Italiaans en begreep daarnaast ook het Nederlands, Portugees en Catalaans.

## Politiek
In 1931 werd hij lid van de 'Socialist Schoolboys' en in 1936 van de communistische partij. Hij was lid van de Communist Party Historians Group van 1946 tot 1956. Het neerslaan in 1956 van de Hongaarse Opstand door andere Warschaupact-landen betekende het einde van de Communist Party Historians Group en deed veel leden zich terugtrekken uit de Britse communistische partij. Hobsbawm bleef als enige historicus een fanatiek lid van de partij. In de herfst van 1956 zei hij in de Daily Worker: "While approving, with a heavy heart, of what is now happening in Hungary, we should therefore also say frankly that we think the USSR should withdraw its troops from the country as soon as this is possible".
Vanaf de jaren 60 werden zijn politieke overtuigingen milder, omdat hij zich realiseerde dat zijn dromen onuitvoerbaar waren. Toch bleef hij uitdrukkelijk aanwezig aan de linkerkant van het politieke spectrum en zag hij het somber in voor de mensheid op lange termijn. Later steunde hij de eurocommunistische fractie in de CPGB. In een artikel dat oorspronkelijk verscheen in Marxism Today in september 1978, getiteld ‘The forward march of labour halted’, argumenteerde hij dat de arbeidersklasse haar centrale rol in de samenleving onvermijdelijk aan het verliezen was en dat linkse partijen zich daardoor niet langer uitsluitend op deze klasse dienden te richten, een controversiële gedachte in een tijd van vakbondsmilitantie. Hobsbawm steunde Neil Kinnocks transformatie van de Labour Party van 1983 en bleef bijdragen publiceren aan Marxism Today tot het tijdschrift in 1991 ophield te bestaan.

## Privéleven
Hobsbawm (Erich Obstbaum) werd geboren in juni 1917 in Alexandrië (Egypte), als zoon van Leopold Percy Obstbaum en Nelly Grün, beiden Joods. Zijn kleinere zus heette Nancy. Zijn achternaam is het resultaat van een administratieve schrijffout. Hij groeide op in het Duitstalige Wenen en Berlijn, maar sprak Engels met zijn kosmopolitische ouders. Toen zijn vader in 1929 stierf, werkte hij als au pair en lesgever Engels. Hij werd wees op zijn veertiende, toen zijn moeder stierf. Zijn tante van moederszijde, Gretl en zijn oom van vaderszijde, Sidney, adopteerden hem samen met Nancy. Gretl en Sidney trouwden, kregen een zoon en noemden hem eveneens Eric. In 1933 verhuisden ze naar Londen. Hobsbawm huwde twee keer. Zijn eerste vrouw was Muriel Seaman, met wie hij getrouwd was van 1943 tot 1951. Hij hertrouwde daarna Marlene Scharz, met wie hij twee kinderen kreeg: Julia en Andy. Daarnaast had hij een zoon Joshua uit een eerdere ongehuwde relatie.
Hij overleed op 95-jarige leeftijd aan een longontsteking in een Londens ziekenhuis.

## Academische carrière
Hobsbawm kreeg zijn opleiding aan het Prinz-Heinrich-Gymnasium in Berlijn, vanaf 1933 aan de Londense St Marylebone Grammar School (die nu niet meer bestaat) en studeerde aan King’s College aan de Universiteit van Cambridge. Hier promoveerde hij tot doctor in de geschiedenis op een proefschrift over de Fabian Society. Hij was lid van de Cambridge Apostles.
Tijdens de Tweede Wereldoorlog diende hij in de Royal Engineers en het Royal Army Educational Corps. In 1947 werd hij lector geschiedenis aan Birkbeck College van de Universiteit van Londen en in de jaren zestig werd hij gastprofessor in Stanford. In 1970 werd hij benoemd tot professor en in 1978 werd hij Fellow of the British Academy. Hobsbawm ging met pensioen in 1982, maar bleef gedurende enkele maanden per jaar gastdocent aan The New School for Social Research in Manhattan tot 1997. Tot zijn dood was hij hoofd van Birckbeck College en professor emeritus van de afdeling politieke wetenschappen van The New School for Social Research.

## Publicaties
- Labour's Turning Point: extracts from contemporary sources (1948)
- Primitive Rebels: studies in archaic forms of social movement in the 19th and 20th centuries (1959)
- The Age of Revolution: Europe 1789-1848 (1962)
- Labouring Men: studies in the history of labour (1964)
- Industry and Empire (1968)
- Bandits (1969)
- Captain Swing (1968; met George Rude)
- Revolutionaries: contemporary essays (1973)
- The Age of Capital, 1848-1875 (1975)
- The Invention of Tradition (1983; met Terence Ranger)
- Workers: worlds of labor (1985)
- The Age of Empire, 1875-1914 (1987)
- Nations and Nationalism since 1780: programme, myth, reality (Cambridge Univ. Press, 1990; ISBN 0521439612)
- The Jazz Scene (1989)
- The Age of Extremes: the short twentieth century, 1914-1991 (1994)
- On History (1997)
- Uncommon People: resistance, rebellion and jazz (1998)
- Interesting Times: a twentieth-century life (2002; autobiografie)
- On the Edge of the New Century (2000)
- Globalisation, Democracy and Terrorism  (2007)
- How to change the world: Tales of Marx and Marxism (2011)
- Fractured Times: Culture and Society in the 20th Century (2013)

## Nederlandse vertalingen
- Bandieten (Amsterdam, 1973)
- Het Italiaanse communisme (een vraaggesprek met Giorgio Napolitano) (Amsterdam, 1976)
- De tijd van het kapitaal: 1848-1878 (Amsterdam, 1979)
- De tijd van de revolutie: 1789-1848 (Amsterdam, 1980)
- Natie en nationalisme sedert 1780: streven, mythe en werkelijkheid (Amsterdam, 1994)
- Een eeuw van uitersten: 1914-1991 (Amsterdam, 1991, en verschillende herdrukken: 1999, 2008)